# Karlik (nietoperze)
Karlik (Pipistrellus) – rodzaj ssaków z podrodziny mroczków (Vespertilioninae) w obrębie rodziny mroczkowatych (Vespertilionidae).

## Rozmieszczenie geograficzne
Rodzaj obejmuje gatunki występujące w Afryce i Eurazji.

## Morfologia
Długość ciała (bez ogona) 35–55 mm, długość ogona 19–45 mm, długość ucha 7–16 mm, długość tylnej stopy 4–10 mm, długość przedramienia 24–38 mm; masa ciała 2–15,5 g.

## Systematyka
Rodzaj zdefiniował w 1829 roku niemiecki paleontolog i przyrodnik Johann Jakob Kaup w publikacji swojego autorstwa zatytułowanej Zarys historii rozwoju i systemu naturalnego europejskiego świata zwierząt: Część pierwsza obejmuje ssaki i ptaki wraz ze wskazaniem pochodzenia tych ostatnich od płazów. Gatunkiem typowym jest (oznaczenie monotypowe) karlik malutki (P. pipistrellus).

### Etymologia
- Pipistrellus (Pipistrella): wł. pipistrello, vispitrello (zdrobnienie od vespertilio) ‘nietoperz’[13].
- Romicia (Romicius): etymologia niejasna, Gray nie wyjaśnił znaczenia etymologii nazwy rodzajowej, Palmer sugerował, że jest to wymyślona nazwa[14]; Monadjem i współpracownicy sugerują, że nazwa pochodzi od gr. ρoμιξα romixa ‘rodzaj włóczni’[15]. Gatunek typowy (oznaczenie monotypowe): Romicia calcarata J.E. Gray, 1838 (= Vespertilio kuhlii Kuhl, 1817).
- Nannugo: gr. ναννος nannos ‘karzeł’; końcówka –ugo (analogicznie do ''Vesperugo)[16]. Gatunek typowy: Kolenati wymienił trzy gatunki – Vesperugo nathusii Keyserling & J.H. Blasius, 1839, Vespertilio Pipistrellus von Schreber, 1774 i Vespertilio kuhlii Kuhl, 1817 – z których typem nomenklatorycznym jest Vesperugo nathusii Keyserling & J.H. Blasius, 1839.
- Euvesperugo: gr. ευ eu ‘dobry, typowy’; rodzaj Vesperugo Keyserling & Blasius 1830 (mroczak)[6]. Gatunek typowy: Acloque wymienił kilka gatunków – Vespertilio maurus J.H. Blasius, 1853 (= Vespertilio savii Bonaparte, 1837), Vespertilio leisleri Kuhl, 1817, Vespertilio noctula von Schreber, 1774 Vespertilio abramus Temminck, 1840, Vespertilio pipistrellus von Schreber, 1774 i Vesperugo kuhli Acloque, 1900 (= Vespertilio kuhlii Kuhl, 1817) – nie wskazując gatunku typowego; gatunek typowy (późniejsze oznaczenie): Vespertilio pipistrellus von Schreber, 1774[17].
- Eptesicops: rodzaj Eptesicus Rafinesque, 1820 (mroczek); gr. ωψ ōps, ωπος ōpos ‘wygląd, oblicze’[7][18]. Gatunek typowy (oryginalne oznaczenie): Scotophilus rusticus Tomes, 1861.

### Podział systematyczny
Pipistrellus obejmujący tzw. klady zachodnie i wschodnie był taksonem parafiletycznym. Klad zachodni obejmował wszystkie gatunki europejskie i afrykańskie, natomiast do kladu wschodniego należały wszystkie gatunki azjatyckie, chociaż jest to dość szeroka definicja, ponieważ nie wszystkie obecnie rozpoznawane gatunki są sekwencjonowane. Klad wschodni wydaje się blisko spokrewniony z Glischropus, natomiast klad zachodni jest bliższy Nyctalus z Vansonia (wcześniej zaliczany do Pipistrellus), taksonem siostrzanym całego kladu. W 2025 zespół zoologów umieścił gatunki kladu wschodniego w opisanym w 2018 roku rodzaju Alionoctula.
W takim ujęciu do rodzaju należą następujące występujące współczesne gatunki:
| Podrodzaj      | Grafika | Gatunek                    | Autor i rok opisu                                                      | Nazwa zwyczajowa     | Podgatunki         | Rozmieszczenie geograficzne | Podstawowe wymiary                                                 | Status IUCN |
| -------------- | ------- | -------------------------- | ---------------------------------------------------------------------- | -------------------- | ------------------ | --- | ------------------------------------------------------------------ | ----------- |
| Pipistrellus   |         | Pipistrellus pipistrellus  | (von Schreber, 1774)                                                   | karlik malutki       | 2 podgatunki       | większość Europy (na wschód do Rosji), Azja Zachodnia, Środkowa, Południowa i Wschodnia (wraz z Tajwanem) oraz Afryka Północna (góry Maroka, Algierii, Tunezji i Libii); zakres wysokości: 0–2000 m n.p.m.                                                                        | DC: 3,5–5,2 cm DO: 2,3–3,6 cm DP: 2,7–3,4 cm MC: 3–8,5 g           | LC          |
| Pipistrellus   |         | Pipistrellus pygmaeus      | (Leach, 1825)                                                          | karlik drobny        | 2 podgatunki       | Europa na wschód do Rosji i Kaukazu, główne wyspy śródziemnomorskie | DC: 3,6–5,1 cm DO: 2,3–3,6 cm DP: 2,7–3,3 cm MC: 4–7,5 g           | LC          |
| Pipistrellus   |         | Pipistrellus creticus      | Benda, 2009                                                            |                      | gatunek monotypowy | endemit Grecji: Kreta; zakres wysokości: 0–940 m n.p.m. | DC: 3,7–4,3 cm DO: 3,4–3,7 cm DP: 2,9–3 cm MC: 3,3–3,9 g           | NE          |
| Pipistrellus   |         | Pipistrellus hanaki        | Hulva & Benda, 2004                                                    | karlik libijski      | gatunek monotypowy | endemit Libii: północna część obszaru Cyrenajki; zakres wysokości: 0–500 m n.p.m. | DC: 4,1–4,9 cm DO: 3,2–3,9 cm DP: 3,1–3,3 cm MC: 3,8–5,6 g         | VU          |
| Pipistrellus   |         | Pipistrellus maderensis    | (Dobson, 1878)                                                         | karlik maderski      | gatunek monotypowy | Madera (Madera i Porto Santo) i zachodnie Wyspy Kanaryjskie (La Palma, La Gomera, El Hierro i Teneryfa); zakres wysokości: 0–2150 m n.p.m. | DC: 3,9–4,7 cm DO: 3–3,6 cm DP: 2,9–3,5 cm MC: 5–9 g               | EN          |
| Pipistrellus   |         | Pipistrellus kuhlii        | (Kuhl, 1817)                                                           | karlik średni        | 4 podgatunki       | środkowa i południowa Europa na wschód do zachoniej Rosji i zachodniego Kazachstanu, Azja Zachodnia, Uzbekistan, Turkmenistan, Afganistan, Pakistan i Indie oraz Afryka Północna (od Maroka na wschód do Egiptu); zakres wysokości: 0–2000 m n.p.m.                               | DC: 4–5,5 cm DO: 3–4,5 cm DP: 3–3,7 cm MC: 5–10 g                  | LC          |
| Pipistrellus   |         | Pipistrellus hesperidus    | (Temminck, 1840)                                                       | karlik ciemny        | 3 podgatunki       | większość Czarnej Afryki, Wyspy Kanaryjskie i Wyspy Zielonego Przylądka oraz Madagaskar; zakres wysokości: 0–3000 m n.p.m. | DC: 4,3–5,5 cm DO: 2–4,1 cm DP: 2,7–3,8 cm MC: 3,5–9 g             | LC          |
| Pipistrellus   |         | Pipistrellus rusticus      | (Tomes, 1861)                                                          | karlik rdzawy        | 2 podgatunki       | od Senegalu do wschodniej Etiopii, północnej Ugandy i zachodnio-środkowej Kenii, wschodnia Tanzania oraz Afryka Południowa (południowo-wschodnia Angola, Zambia, północno-wschodnia Namibia, północna Botswana, Zimbabwe i północno-wschodnia Południowa Afryka); być może Malawi | DC: 4,4–4,6 cm DO: 1,9–3,2 cm DP: 2,4–3,1 cm MC: 3,4–5,1 g         | LC          |
| Pipistrellus   |         | Pipistrellus simandouensis | Monadjem, L.R. Richards, Decher & Hutterer, 2020                       |                      | gatunek monotypowy | znany z północnej Liberii (góra Nimba) i południowo-wschodniej Gwinei (góry Simandou); zakres wysokości: 450–1200 m n.p.m. | DC: 4,7–6 cm DO: 2,6–3,3 cm DP: 3,2–3,4 cm MC: 5–8 g               | NE          |
| Pipistrellus   |         | Pipistrellus nanulus       | O. Thomas, 1904                                                        | karlik malusieńki    | gatunek monotypowy | Afryka Zachodnia, Środkowa i Wschodnia od Senegalu i Gambii na wschód do zachodniej Etiopii oraz zachodniej i południowej Kenii, wyspa Bioko) ; zakres wysokości: 0–1835 m n.p.m.                                                                                                 | DC: 3,8–4,7 cm DO: 2,1–3,2 cm DP: 2,4–3,1 cm MC: 2–7 g             | LC          |
| Pipistrellus   |         | Pipistrellus raceyi        | P.J.J. Bates, F.H. Ratrimomanarivo, D.L. Harrison & S.M. Goodman, 2006 | karlik malgaski      | gatunek monotypowy | endemit Madagaskaru: niziny na zachodnim i wschodnim wybrzeżu; zakres wysokości: 100–300 m n.p.m. | DC: 4,6–5,2 cm DO: 2,3–3,4 cm DP: 2,7–3,3 cm MC: 3,8–5,8 g         | DD          |
| Nannugo        |         | Pipistrellus nathusii      | (von Keyserling & J.H. Blasius, 1839)                                  | karlik większy       | gatunek monotypowy | większość Europy na wschód do Rosji i zachodniego Kazachstanu, Turcja, Kaukaz, Kreta i Majorka; zakres wysokości: 0–2200 m n.p.m. | DC: 4,4–5,4 cm DO: 3–4 cm DP: 3,2–3,7 cm MC: 6–15,5 g              | LC          |
| Incertae sedis |         | Pipistrellus inexspectatus | Aellen, 1959                                                           | karlik nieoczekiwany | gatunek monotypowy | Afryka Zachodnia (północne Sierra Leone, południowo-zachodnie Burkina Faso, środkowa Ghana, północne Dżibuti, północno-zachodnia Nigeria i północno-środkowy Kamerun); być może wschodni Sudan i Uganda                                                                           | DC: około 4,7 cm DO: 3–3,7 cm DP: 3,1–3,3 cm MC: 3–5,5 g           | DD          |
| Incertae sedis |         | Pipistrellus aero          | E. Heller, 1912                                                        | karlik stokowy       | gatunek monotypowy | Etiopua (rzeki Beko i Yamboshi oraz góry Chercher), zachodnia Kenia (jezioro Marsabit, góra Gargues, Ngong); zakres wysokości: 1200–2700 m n.p.m. | DC: 4–4,9 cm DO: 3,2–3,4 cm DP: 3,1–3,4 cm MC: 4–5 g               | DD          |
| Incertae sedis |         | Pipistrellus permixtus     | Aellen, 1957                                                           | karlik samotny       | gatunek monotypowy | endemit Tanzanii: znany tylko z miejsca typowego w Dar es Salaam | DC: około 4,2 cm DO: około 3,3 cm DP: około 3,3 cm MC: brak danych | DD          |

Kategorie IUCN:  LC  – gatunek najmniejszej troski,  VU  – gatunek narażony,  EN  – gatunek zagrożony,  DD  – gatunki o nieokreślonym stopniu zagrożenia;  NE  – gatunki niepoddane jeszcze ocenie.
Opisano również dwa wymarłe gatunki z miocenu:
- Pipistrellus rouresi Crespo, Sevilla García, Mansino, Montoya & Ruiz-Sánchez, 2018[22] (Hiszpania)
- Pipistrellus semenovi Rosina & Sinitsa, 2014[23] (Ukraina)